# Valerio Mariani
Valerio Mariani (Roma, 15 gennaio 1899 – Roma, 31 dicembre 1982) è stato uno storico dell'arte e critico d'arte italiano.

## Biografia
Figlio dell'archeologo Lucio Mariani e nipote del pittore Cesare, si laureò in Lettere all'Università di Roma nel 1923, allievo di Cesare de Lollis e Adolfo Venturi, con una tesi in storia dell'arte. Successivamente, volle dedicarsi in modo professionale alla pittura, e seguì un corso di studi privati presso il pittore Gaetano Cellini e frequentando, in seguito, l'Accademia di belle arti di Roma.
Dopo la morte prematura del padre si orientò tuttavia all'attività di insegnamento, di più certa remunerazione rispetto alla pittura, dedicandosi professionalmente all'insegnamento e alla storia dell'arte: insegnò lettere, per poco tempo, al Collegio Nazareno (1924-1926), quindi si trasferì all'Aquila, all'ispettorato presso la Soprintendenza ai monumenti dell'Abruzzo. Nel 1930 tornò a Roma, chiamatovi da Corrado Ricci, per lavorare presso il Reale istituto di archeologia e storia dell'arte, di cui divenne segretario.
In quegli anni continuò a dedicarsi alla pratica privata della pittura. A essa egli aggiunse la personale frequentazione degli ambienti artistici, come l'antico caffè Greco e la  scuola pittorica romana, grazie ai quali strinse amicizia con Scipione (alias Gino Bonichi), Mario Mafai, Renato Guttuso, Fausto Pirandello.
Conseguita la libera docenza, dal 1933 insegnò arte medievale e moderna alla facoltà di Magistero di Roma e, dal 1948 al 1969, ininterrottamente, arte moderna e contemporanea all'Università degli Studi di Napoli. Agli incarichi principali, aggiunse l'insegnamento all'Università Suor Orsola Benincasa, alla Fondazione Marco Besso (dal 1930 agli anni sessanta), e le attività didattiche estive nei corsi di alta cultura italiana tenuti dall'Università per stranieri di Perugia.
I suoi studi riguardarono soprattutto l'arte dal Rinascimento al barocco, ma allargò i suoi interessi anche all'arte medievale, con lavori su Giotto, Arnolfo di Cambio e Simone Martini. Si interessò, inoltre, di arte contemporanea, dedicandosi alla critica militante, un impegno accresciuto dopo il pensionamento dall'insegnamento universitario.
Nel 1962, insieme al pittore Domenico Purificato, allo scultore Enrico Martini e ai giornalisti Claudia Refice, Costanzo Costantini e Guglielmo Quadrotta, e al presidente dell'EPT di Frosinone, Giovanni Gigliozzi,  ha fatto parte della commissione esaminatrice alla mostra "Ciociaria vi presenta", tenutasi presso il Palazzo delle Esposizioni di Roma
Su incarico, soprattutto, della Società Dante Alighieri, svolse anche un'intensa attività di conferenziere in Italia, Francia, Svizzera, Grecia, Paesi Bassi, Regno Unito.
Dopo il ritiro dall'insegnamento accademico, proseguì la sua dedizione agli studi, "un’intensa e brillante attività di conferenziere in Italia e all’estero", unita al suo impegno nella critica militante
Mariani era sposato con Maria Gigliola Rosso, a cui si era unito in matrimonio nel 1944. Dalla moglie, scrittrice di letteratura per bambini, ebbe due figli, Andrea e Luca.

## Opere
- Collaborazione a voci specialistiche dell'Enciclopedia italiana, su argomenti d'arte e di teatro (tra questi la voce scenografia).
- Gli arazzi delle corporazioni, Dedalo, 13, maggio 1933, pp. 304–21
- Una scultura in legno del museo di palazzo Venezia Dedalo, n. 12, giugno 1932, pp. 429–39
- Dal taccuino di Baldassarre Peruzzi, L'Arte, n. 32, settembre 1929, pp. 256–265
- Ancora un dipinto del Bernini, L'Arte, n. 32, gennaio 1929, pp. 22–26
- Mattia Preti a Malta, Roma, 1929
- Storia della scenografia italiana, Firenze, 1930
- Note michelangiolesche, L'Arte, n. 2 , maggio 1931, pp. 267–77
- Giotto, Roma, 1937
- (con Corrado Ricci e Antonio M. Colini), Via dell'Impero,  Roma, Libreria dello Stato, 1939
- Gli "assetati" di Arnolfo di Cambio, Roma, 1939
- Malta (Caravaggio - Mattia Preti) in Le Arti, 1940
- Poesia di Michelangelo, Roma, Fratelli Palombi Editori, 1941
- Michelangelo, Torino, 1942
- Arnolfo di Cambio, Roma, 1943
- Incontri con Roma nel Rinascimento: Leon Battista Alberti, Donatello, Andrea Mantegna, Raffaello, Roma, 1960
- Michelangelo pittore, Roma, 1964
- Leonardo e Michelangelo, Napoli 1965
- Giotto e l'architettura, Roma, 1967
- Arnolfo e il gotico italiano, Napoli, 1969
- Simone Martini e il suo tempo, 1971
- Gian Lorenzo Bernini, Roma, 1974
- (con Giovanni Fallani e Giorgio Mascherpa), Collezione vaticana d'arte religiosa moderna, Milano, 1974
- Island Guizzo, Roma, 1977